# Steatomys parvus
Steatomys parvus, o rato-gorducho-pequeno, é uma espécie de roedor da família Nesomyidae.
Pode ser encontrada em Angola, Botswana, Etiópia, Quénia, Moçambique, Namíbia, Sudão, Tanzânia, Uganda, Zâmbia e Zimbabwe.
Os seus habitats naturais são: matagal árido tropical ou subtropical e campos de gramíneas subtropicais ou tropicais secos de baixa altitude.